# ديناميكا الهواء في السيارات
ديناميكا الهواء في السيارات (بالإنجليزية: Automotive aerodynamics) هي دراسة ديناميكا الهواء للمركبات على الطرق. أهدافها الرئيسية هي تقليل مقاومة الهواء وضوضاء الرياح، وتقليل انبعاث الضوضاء، ومنع قوى الرفع غير المرغوب فيها والأسباب الأخرى لعدم الاستقرار الديناميكي الهوائي عند السرعات العالية. يُعتبر الهواء أيضًا مائعًا في هذه الحالة. بالنسبة لبعض فئات مركبات السباق، قد يكون من المهم أيضًا توليد قوة سفلية لتحسين الجر وبالتالي قدرات الانعطاف.

## التاريخ

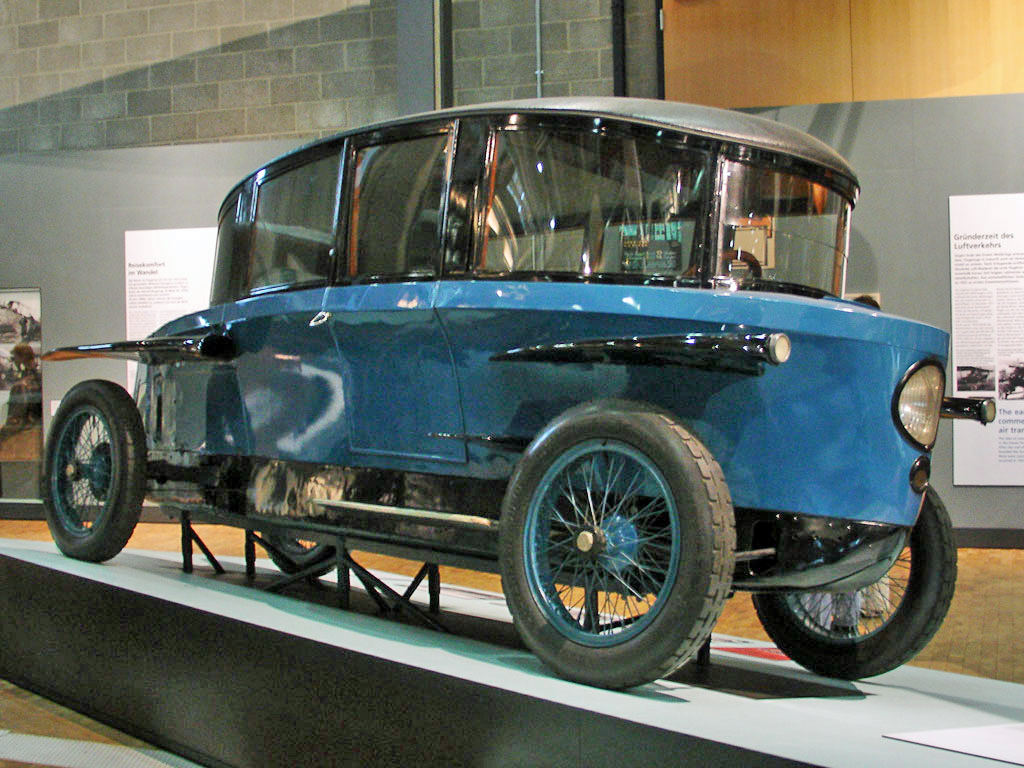
سيارة تروبفنفاغن من إدموند رومبلر عام 1921 كانت أول سيارة إنتاج متسلسل مصممة ديناميكيًا هوائيًا، وذلك قبل سيارتي كرايسلر إيرفلو وتاترا 77.

تزداد قوة الاحتكاك الناتجة عن مقاومة الهواء الديناميكية بشكل ملحوظ مع سرعة السيارة. في وقت مبكر من عشرينيات القرن الماضي، بدأ المهندسون في الأخذ بعين الاعتبار شكل السيارة لتقليل مقاومة الهواء الديناميكية عند السرعات العالية. بحلول خمسينيات القرن الماضي، كان مهندسو السيارات الألمان والبريطانيون يحللون بشكل منهجي تأثيرات مقاومة الهواء للسيارات ذات الأداء العالي. بحلول أواخر الستينيات، أصبح العلماء أيضًا على دراية بالزيادة الكبيرة في مستويات الصوت المنبعثة من السيارات عند السرعات العالية. كان من المفهوم أن هذه التأثيرات تزيد من شدة مستويات الصوت للاستخدامات الأرضية المجاورة بمعدل غير خطي. سرعان ما بدأ مهندسو الطرق السريعة في تصميم الطرق مع الأخذ في الاعتبار تأثيرات السرعة لمستويات الصوت الناتجة عن مقاومة الهواء الديناميكية، وبدأت شركات تصنيع السيارات في الأخذ بعين الاعتبار نفس العوامل في تصميم المركبات.

## استراتيجيات تقليل مقاومة الهواء

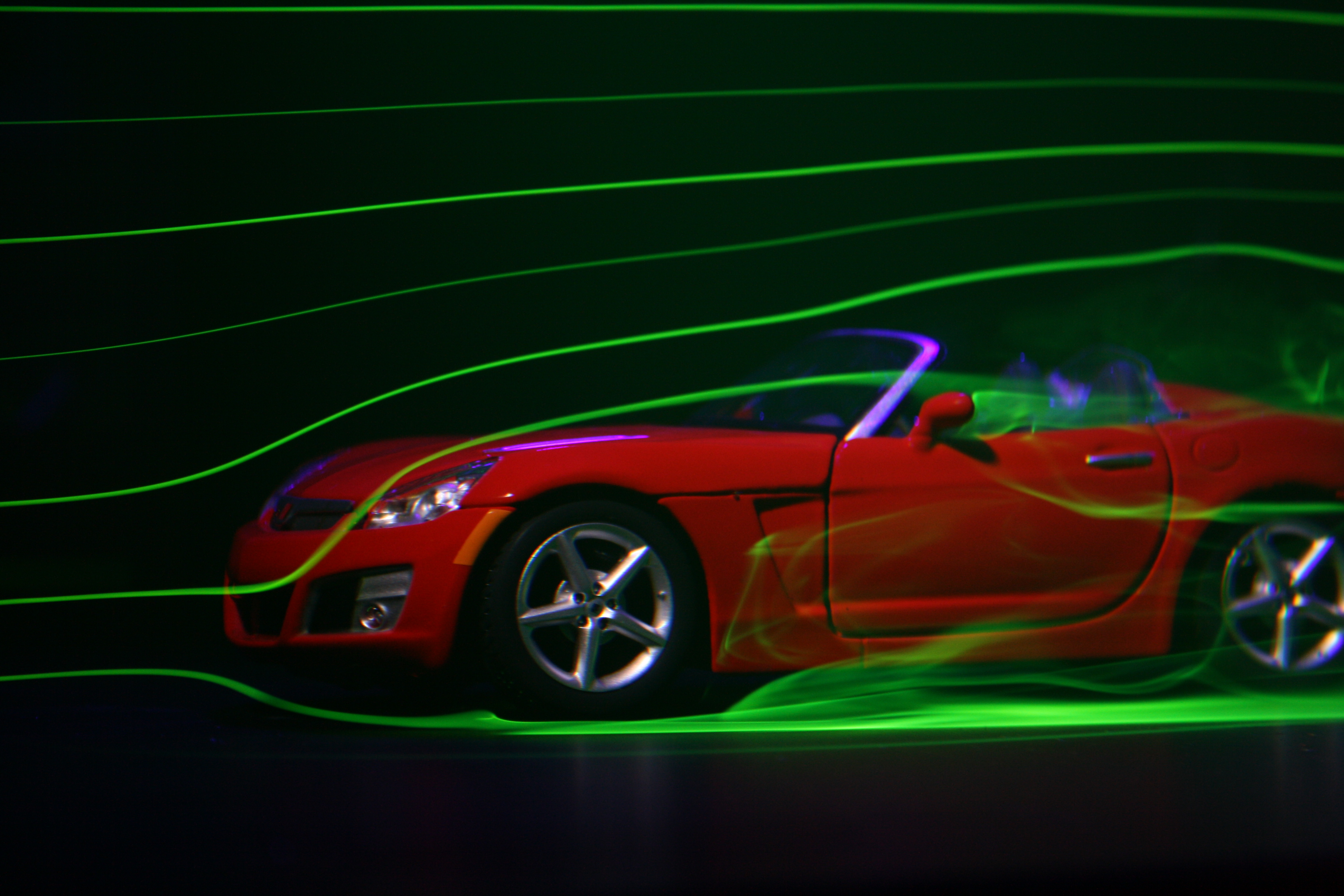
خطوط متقطعة فوق سيارة نموذجية

تعتبر إزالة الأجزاء من السيارة طريقة سهلة للمصممين ومالكي المركبات لتقليل المقاومة الجانبية والأمامية للمركبة بتكلفة وجهد قليلين. يمكن أن تكون الإزالة بسيطة مثل إزالة جزء رُكب على السيارة بعد الإنتاج (مثل جزء ما بعد البيع)، أو تعديل وإزالة جزء أصلي (OEM)، أي أي جزء من السيارة صُنع في الأصل على المركبة. تأتي معظم السيارات الرياضية ومركبات الكفاءة العالية القياسية مع العديد من هذه الإزالات لتكون قادرة على المنافسة في سوق السيارات والسباقات، بينما يختار آخرون الاحتفاظ بهذه الجوانب التي تزيد من المقاومة لجاذبيتها البصرية، أو لتناسب الاستخدامات النموذجية لعملائهم.

### الجناح الخلفي
عادة ما يكون الجناح الخلفي قياسيًا في معظم السيارات الرياضية ويشبه شكل الجناح المرتفع في الجزء الخلفي من السيارة. الغرض الرئيسي من الجناح الخلفي في تصميم السيارة هو مواجهة الرفع، وبالتالي زيادة الاستقرار عند السرعات العالية. لتحقيق أقل مقاومة ممكنة، يجب أن يتدفق الهواء حول الجسم الانسيابي للسيارة دون ملامسة أي مناطق قد تسبب اضطرابًا. تصميم الجناح الخلفي الذي يبرز من غطاء الصندوق الخلفي سيزيد من القوة السفلية، مما يقلل الرفع عند السرعات العالية بينما يتسبب في زيادة في المقاومة. قد تقلل الأجنحة المسطحة، وربما المائلة قليلاً للأسفل، من الاضطراب وبالتالي تقلل من معامل المقاومة. تتميز بعض السيارات الآن باجنحة خلفية قابلة للتعديل تلقائيًا، لذلك عند السرعات المنخفضة يقل تأثيرها على المقاومة عندما لا تكون هناك حاجة لفوائد تقليل الرفع.

### المرايا
تزيد المرايا الجانبية من المساحة الأمامية للمركبة وتزيد من معامل المقاومة لأنها تبرز من جانب السيارة. لتقليل تأثير المرايا الجانبية على مقاومة السيارة، يمكن استبدال المرايا الجانبية بمرايا أصغر أو مرايا ذات شكل مختلف. تقوم العديد من السيارات الاختبارية في العقد الثاني من الألفية الثالثة باستبدال المرايا بكاميرات صغيرة ولكن هذا الخيار ليس شائعًا لسيارات الإنتاج لأن معظم البلدان تتطلب وجود مرايا جانبية. إحدى أولى سيارات الركاب المنتجة التي استبدلت المرايا بكاميرات كانت هوندا إي، وفي هذه الحالة، تدعي هوندا أن الكاميرات قللت من مقاومة الهواء الديناميكية "بحوالي 90٪ مقارنة بمرايا الأبواب التقليدية" مما ساهم في تخفيض بنسبة 3.8٪ تقريبًا في المقاومة الكلية للمركبة. يُقدر أن مرآتين جانبيتين مسؤولتان عن 2 إلى 7٪ من إجمالي مقاومة الهواء الديناميكية للمركبة، وأن إزالتهما يمكن أن تحسن كفاءة استهلاك الوقود بمقدار 1.5-2 ميل لكل جالون أمريكي.

### هوائيات الراديو
على الرغم من أنها لا تحدث التأثير الأكبر على معامل المقاومة بسبب صغر حجمها، إلا أن هوائيات الراديو التي توجد عادة بارزة من الجزء الأمامي من السيارة يمكن إعادة وضعها وتغيير تصميمها للتخلص من هذه المقاومة الإضافية. البديل الأكثر شيوعًا لهوائي السيارة القياسي هو هوائي زعنفة القرش الموجود في معظم المركبات عالية الكفاءة.

### العجلات

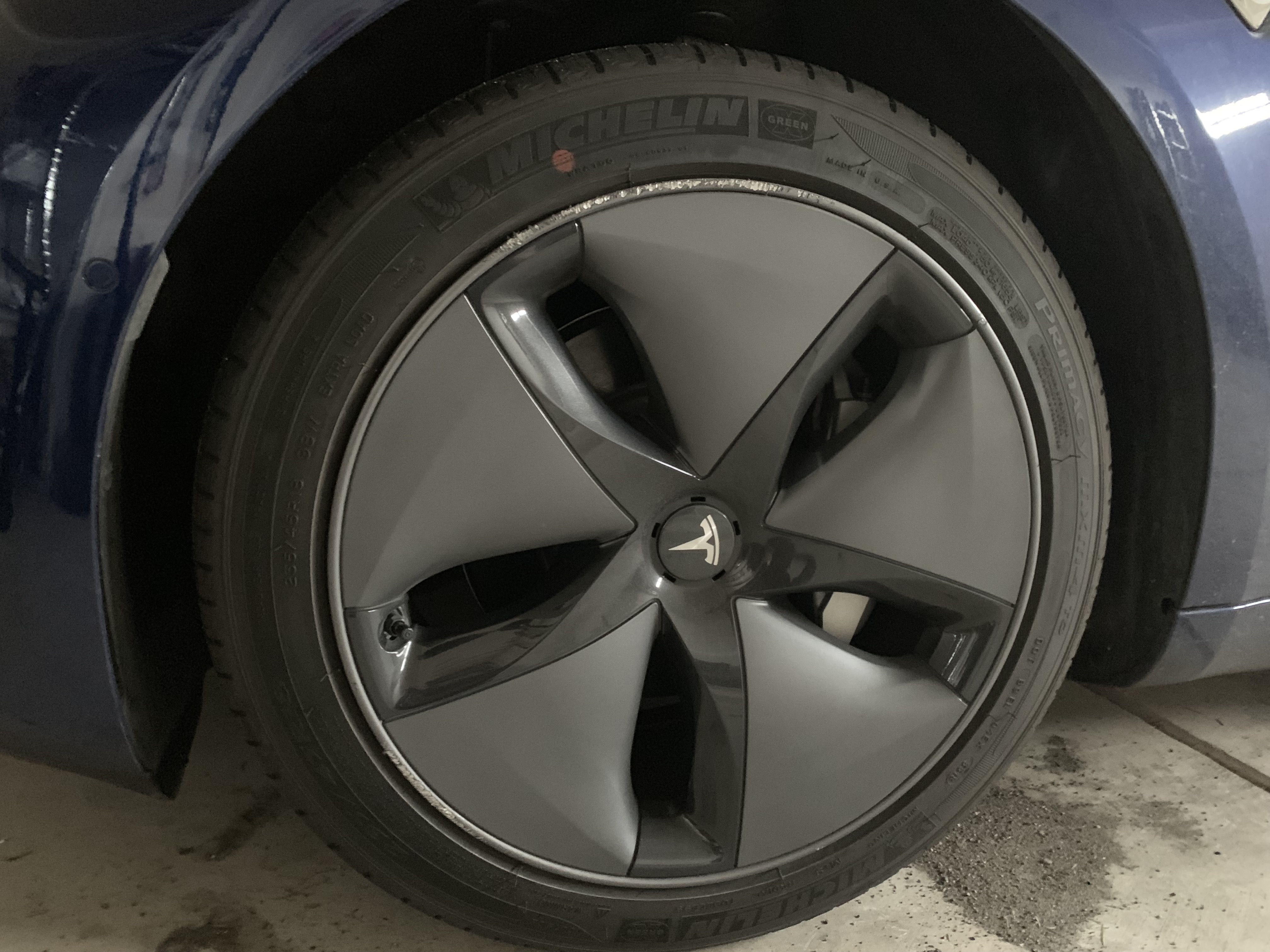
عجلات معدنية مع أغطية على سيارة تسلا مودل 3.

عندما يتدفق الهواء حول أقواس العجلات، يتعرض للاضطراب بسبب جنوط المركبات ويشكل منطقة من الدوامات الهوائية حول العجلة. لكي يتدفق الهواء بسلاسة أكبر حول قوس العجلة، غالبًا ما تُستخدم أغطية العجلات الملساء. هذه الأغطية هي أغطية جنوط لا تحتوي على فتحات لمرور الهواء. يقلل هذا التصميم من مقاومة الهواء؛ ومع ذلك، قد يتسبب في ارتفاع درجة حرارة المكابح بسرعة أكبر لأن الأغطية تمنع تدفق الهواء حول نظام المكابح. نتيجة لذلك، يُرى هذا التعديل بشكل أكثر شيوعًا في المركبات عالية الكفاءة بدلاً من السيارات الرياضية أو سيارات السباق.

### ستائر هوائية

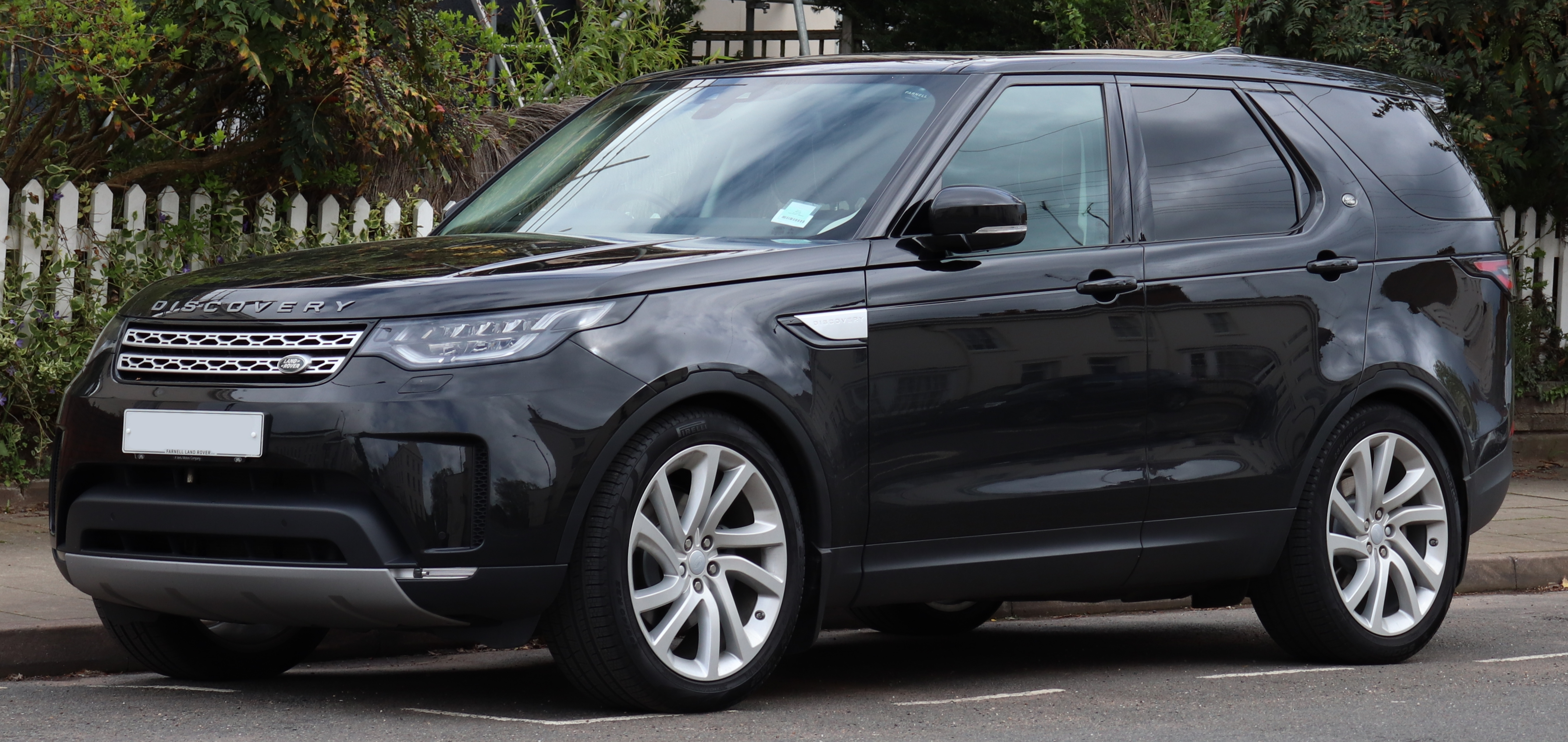
لاند روفر ديسكفري 2017 مع ستائر هوائية أمامية

تقوم ستائر الهواء بتحويل تدفق الهواء من فتحات في جسم السيارة وتوجيهه نحو الحواف الخارجية لأقواس العجلات.

### حواجز الشبك الأمامي الجزئية
يُستخدم الشبك الأمامي للمركبة لتوجيه الهواء عبر المبرد. في التصميم الانسيابي، يتدفق الهواء حول المركبة بدلاً من المرور عبرها؛ ومع ذلك، فإن شبك المركبة يعيد توجيه تدفق الهواء من حول المركبة إلى داخلها، مما يزيد من مقاومة الهواء. لتقليل هذا التأثير، غالبًا ما يُستخدم حاجز الشبك الأمامي. يغطي حاجز الشبك الأمامي جزءًا من أو كامل الشبك الأمامي للمركبة. في معظم النماذج عالية الكفاءة أو في المركبات ذات معاملات المقاومة المنخفضة، يكون هناك شبك أمامي صغير جدًا مدمج بالفعل في تصميم السيارة، مما يلغي الحاجة إلى حاجز الشبك الأمامي. صُمم الشبك في معظم سيارات الإنتاج بشكل عام لزيادة تدفق الهواء عبر المبرد حيث يخرج إلى حجرة المحرك. يمكن أن يخلق هذا التصميم في الواقع تدفقًا زائدًا للهواء إلى حجرة المحرك، مما يمنعها من الاحترار في الوقت المناسب، وفي مثل هذه الحالات، يُستخدم حاجز الشبك الأمامي لزيادة أداء المحرك وتقليل مقاومة السيارة في وقت واحد.

### الألواح السفلية
غالبًا ما يحبس الجزء السفلي من السيارة الهواء في أماكن مختلفة ويضيف اضطرابًا حول المركبة. في معظم سيارات السباق، يقوم مهندسي السيارات بالتخلص منها عن طريق تغطية الجزء السفلي بالكامل من السيارة بما يسمى لوح سفلي. يمنع هذا اللوح أي هواء من الانحباس تحت السيارة ويقلل من مقاومة الهواء.

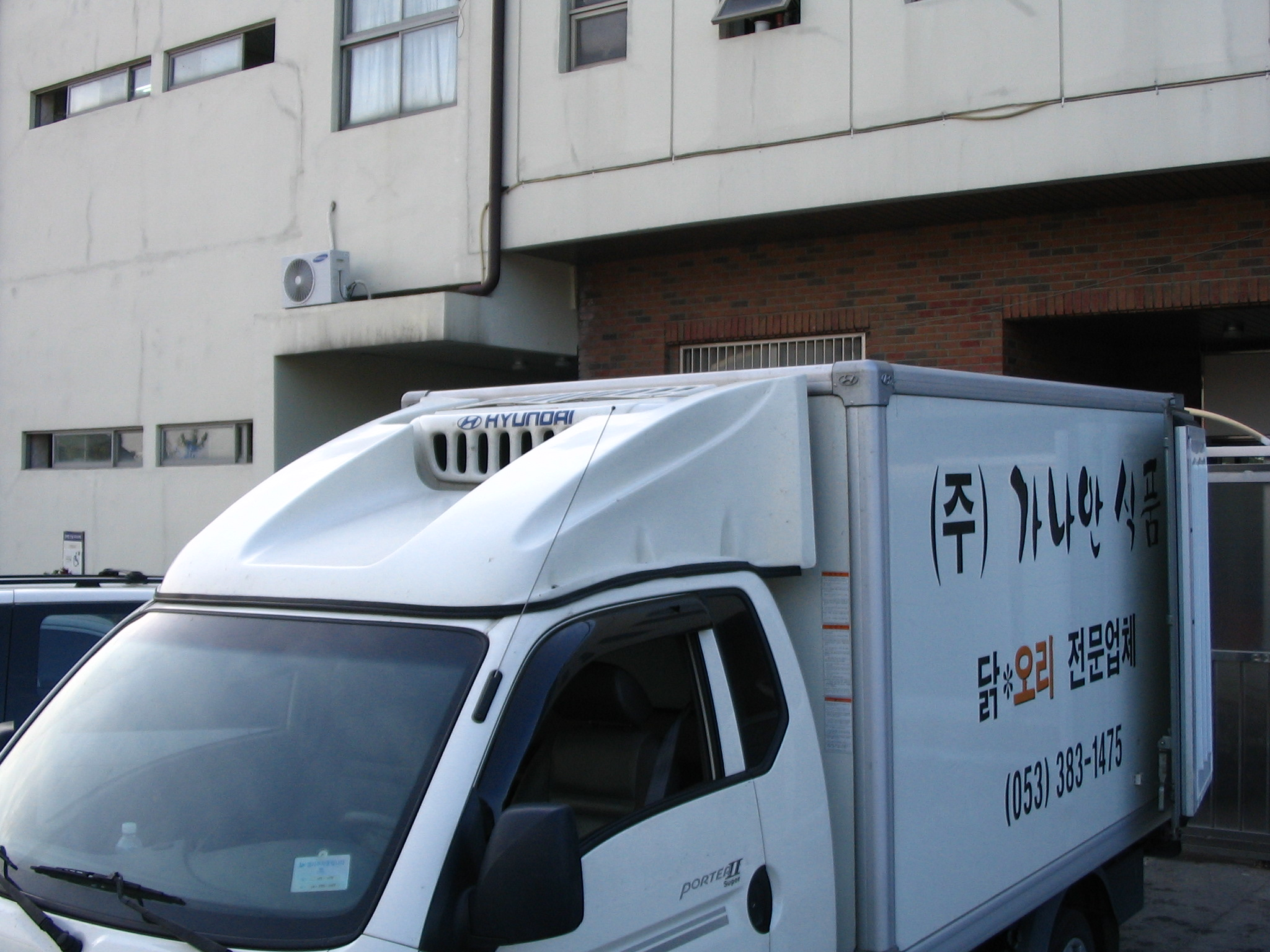
شاحنة ذات هيكل إضافي أعلى الكابينة لتقليل السحب.

### أقواس العجلات
غالبًا ما تُصنع أقواس العجلات كامتدادات لألواح جسم المركبات وتغطي تجاويف العجلات بالكامل. مثلما تفعل أغطية العجلات الملساء، يقلل هذا التعديل من مقاومة السيارة عن طريق منع أي هواء من الانحباس في تجويف العجلة ويساعد في تبسيط شكل جسم السيارة. توجد أقواس العجلات بشكل أكثر شيوعًا في تجاويف العجلات الخلفية للمركبة لأن الإطارات الخلفية لا تدور عند التوجيه. يُرى هذا بشكل شائع في سيارات مثل هوندا إنسايت من الجيل الأول. لأقواس العجلات الأمامية نفس تأثير تقليل المقاومة مثل أقواس العجلات الخلفية، ولكن يجب أن تكون بعيدة عن الجسم لتعويض بروز الإطار عن جسم السيارة عند المنعطفات.

### ذيل القارب والكامباك
يمكن لذيل القارب أن يقلل بشكل كبير من مقاومة السيارة الكلية. تخلق ذيول القارب شكلاً يشبه قطرة الماء يمنح السيارة مظهرًا أكثر انسيابية، مما يقلل من حدوث انفصال التدفق الذي يسبب المقاومة. الكامباك هو ذيل قارب مقتطع. يُنشئ كامتداد للجزء الخلفي من السيارة، مع تحريك الجزء الخلفي إلى الخلف بزاوية طفيفة نحو ممتص الصدمات. يمكن أن يقلل هذا أيضًا من المقاومة، لكن ذيل القارب يقلل من مقاومة السيارة بشكل أكبر. ومع ذلك، لأسباب عملية وأسلوبية، يُرى الكامباك بشكل أكثر شيوعًا في السباقات، ومركبات الكفاءة العالية، والشاحنات.

## مقارنة مع الديناميكا الهوائية للطائرات
تختلف ديناميكا هواء السيارات عن ديناميكا هواء الطائرات بعدة طرق:
- الشكل المميز للمركبة أقل انسيابية بكثير مقارنة بالطائرة.
- تعمل المركبة قريبة جدًا من الأرض، بدلاً من الهواء الطلق.
- سرعات التشغيل أقل (وتتغير مقاومة الهواء الديناميكية مع مربع السرعة).
- المركبة على الأرض لديها عدد أقل من درجات الحرية مقارنة بالطائرة، وحركتها أقل تأثرًا بقوى الديناميكا الهوائية.
- تخضع مركبات الركاب والمركبات التجارية على الأرض لقيود تصميم محددة للغاية، مثل الغرض المقصود منها، ومعايير السلامة العالية (التي تتطلب، على سبيل المثال، مساحة هيكلية "ميتة" أكبر لتعمل كمناطق امتصاص الصدمات)، وبعض اللوائح.

## أساليب دراسة ديناميكا الهواء
تُدرس ديناميكا هواء السيارات باستخدام كل من النمذجة الحاسوبية واختبارات نفق الرياح. للحصول على أدق النتائج من اختبار نفق الرياح، يُجهز النفق أحيانًا بـ "طريق متحرك". هذا هو أرضية متحركة لقسم العمل، تتحرك بنفس سرعة تدفق الهواء. يمنع هذا تشكل طبقة حدودية على أرضية قسم العمل وتأثيرها على النتائج.

## القوة السفلية
القوة السفلية تصف الضغط الهابط الناتج عن الخصائص الديناميكية الهوائية للسيارة والذي يسمح لها بالسير بشكل أسرع عبر المنعطفات عن طريق تثبيت السيارة على المسار أو سطح الطريق. بعض العناصر التي تزيد من القوة السفلية للمركبة ستزيد أيضًا من مقاومة الهواء. من المهم جدًا توليد قوة ديناميكية هوائية هابطة جيدة لأنها تؤثر على سرعة السيارة وجرها.